# Compagnies européennes fondées au XVIIe siècle
Dès le XVIe siècle, les marins et les États européens fondent des compagnies commerciales, mais c'est au siècle suivant que leur éclosion est spectaculaire, particulièrement en France, où les compagnies coloniales recherchent l'expansion tous azimuts. Au XVIe siècle la majorité des échanges avec les colonies se font par le commerce « en droiture » c’est-à-dire le commerce direct entre l'Europe et les colonies. Les navires partent alors avec des biens destinés à être vendus aux colonies et reviennent avec des produits coloniaux. Les pays ont organisé ce commerce en créant des compagnies commerciales.
Colbert les a encouragées car il souhaitait réduire l'attrait des rentes constituées et de la préférence française pour la rente.

## Liste des compagnies
| Compagnie                                                                    | Pays ou ville de création   | Date de fondation | Fondateur(s)                                        |
| ---------------------------------------------------------------------------- | --------------------------- | ----------------- | --------------------------------------------------- |
| Moscovy Company                                                              | Royaume d'Angleterre        | 1555              | Reine Mary Tudor                                    |
| Barbary Company                                                              | Royaume d'Angleterre        | 1585              | Reine Élisabeth Ire d'Angleterre                    |
| Levant Company                                                               | Royaume d'Angleterre        | 1592              | Reine Élisabeth Ire d'Angleterre                    |
| Compagnie van Verre                                                          | Provinces-Unies à Amsterdam | 1594              | Neuf citoyens d'Amsterdam                           |
| Compagnie de Moucheron                                                       | Provinces-Unies à Amsterdam | 1597              | Balthasar De Moucheron                              |
| Compagnie du Brabant                                                         | Provinces-Unies à Amsterdam | 1600              | Isaac Le Maire                                      |
| Compagnie britannique des Indes orientales. (EIC)                            | Royaume d'Angleterre        | 1600              | Reine Élisabeth Ire d'Angleterre                    |
| Compagnie française des mers orientales                                      | Royaume de France           | 1601              | Laval, Vitré, Saint-Malo                            |
| Compagnie néerlandaise des Indes orientales (VOC)                            | Provinces-Unies             | 1602              | République des Provinces-Unies                      |
| Virginia Company                                                             | Royaume d'Angleterre        | 1606              | Roi Jacques Ier                                     |
| Compagnie australienne                                                       | Provinces-Unies             | 1615              | Isaac Le Maire et Willem Schouten                   |
| Compagnie danoise des Indes orientales                                       | Danemark-Norvège            | 1616              | Roi Christian IV                                    |
| Guinea Company                                                               | Royaume d'Angleterre        | 1618              | Reprise en 1625 par Nicholas Crisp                  |
| Biemba Company                                                               | Royaume d'Angleterre        | 1618              | Nicholas Crisp                                      |
| Compagnie néerlandaise des Indes occidentales (WIC)                          | Provinces-Unies             | 1621              | République des Provinces-Unies.                     |
| Compagnie de Saint-Christophe                                                | Royaume de France           | 1626              | Richelieu                                           |
| Compagnie normande                                                           | Royaume de France           | 1626              | Richelieu                                           |
| Compagnie de la Nouvelle-France (ou Compagnie des cent-associés)             | Royaume de France           | 1627              | Richelieu                                           |
| Compagnie de Rouen                                                           | Royaume de France           | 1633              | Charles Poncet de Brétigny                          |
| Compagnie des îles d'Amérique qui succède à la Compagnie de Saint-Christophe | Royaume de France           | 1635              |                                                     |
| Compagnie suédoise d'Afrique                                                 | Royaume de Suède            | 1647              | Laurens de Geer                                     |
| Norrländska tjärhandelskompaniet                                             | Royaume de Suède            | 1648              | Johan Lilliecrantz                                  |
| Compagnie danoise des Indes occidentales et orientales                       | Danemark-Norvège            | 1657              |                                                     |
| Compagnie du Cap-Vert et du Sénégal                                          | Royaume de France           | 1658              | Jules Mazarin                                       |
| Compagnie de Chine                                                           | Royaume de France           | 1660              | Jules Mazarin                                       |
| Compagnie des aventuriers d'Afrique                                          | Royaume d'Angleterre        | 1661              | Roi Charles II                                      |
| Compagnie de la France équinoxiale                                           | Royaume de France           | 1663              | Colbert                                             |
| Compagnie des Indes orientales                                               | Royaume de France           | 1664              | Colbert                                             |
| Compagnie des Indes occidentales                                             | Royaume de France           | 1664              | Colbert                                             |
| Compagnie du Levant devenue la Compagnie de la Méditerranée (1685)           | Royaume de France           | 1670              | Colbert                                             |
| Compagnie du Nord                                                            | Royaume de France           | 1670              | Colbert                                             |
| Compagnie de la Baie d'Hudson                                                | Royaume d'Angleterre        | 1670              | Charles II                                          |
| Compagnie danoise des Indes occidentales et de Guinée                        | Danemark-Norvège            | 1671              |                                                     |
| Royal African Company                                                        | Royaume d'Angleterre        | 1672              | Jacques Stuart, duc d'York, frère du roi Charles II |
| Compagnie du Sénégal                                                         | Royaume de France           | 1673              | Roi Louis XIV avec Jean-Baptiste Du Casse.          |
| Frankfurter Gesellschaft                                                     | Saint-Empire                | 1680              | Mennonites de Francfort                             |
| Compagnie de la Baie du Nord                                                 | Royaume de France           | 1682              | Louis XIV                                           |
| Compagnie de Guinée                                                          | Royaume de France           | 1685              | Louis XIV                                           |
| Projet Darién au Rendez-vous de l'île d'Or                                   | Royaume d'Écosse            | 1695              | Parlement écossais                                  |
| Compagnie de Saint-Domingue                                                  | Royaume de France           | 1698              | Louis XIV                                           |
| Compagnie de l'Asiento                                                       | Royaume de France           | 1701              | Louis XIV                                           |
| Compagnie de la mer du Sud                                                   | Royaume de Grande-Bretagne  | 1711              | Robert Harley                                       |
| Compagnie de la Louisiane                                                    | Royaume de France           | 1712              | Antoine Crozat                                      |
| Compagnie d'Occident                                                         | Royaume de France           | 1717              | John Law                                            |
| Compagnie du Mississippi                                                     | Royaume de France           | 1717              | John Law                                            |
| Compagnie d'Ostende                                                          | Saint-Empire                | 1719              | Charles VI                                          |
| Compagnie royale d'Afrique                                                   | Royaume de France           | 1741              | Louis XV                                            |
| Société d'Angola                                                             | Royaume de France           | 1748              | Antoine Walsh                                       |
| Société Grou et Michel                                                       | Royaume de France           | 1748              | Négriers nantais, dont Guillaume Grou               |